# Jiršovci
Jiršovci so naselje v Občini Destrnik.